# اوشیشیر
اوشیشیر (انگلیسی: Ushishir) یک جزیره آتشفشانی در جزایر کوریل کشور روسیه است.